# Bombardier Regina
Bombardier Regina — шведська модель електричного пасажирського поїзда, що виготовлявся компанією Bombardier Transportation (раніше Adtranz).
Використовується національною пасажирською залізницею SJ AB разом з численними регіональними та приватними операторами
у варіантах, позначених як X50, X51, X52, X53, X54 та X55, у компоновці з двома, трьома та чотирма вагонами.
Юніти Regina — короткі поїзди, побудовані для місцевого та регіонального сполучення.
Regina ширша за інші шведські потяги; має 3,450 mm (135+7⁄8 in) завширшки, що дозволяє змонтувати п'ять місць для сидіння, збільшуючи місткість пасажирів на 25 %.
Довжина вагонів становить 54 м, 80 м та 105 м, а місткість — 165—294 місця.
Різновид Regina використовується в Китаї як CRH1.
Максимальна швидкість різних моделей коливається від 180 до 200 км/год.